# کلشتر
کِلِشتِر یکی از روستاهای استان گیلان در دهستان کلشتر و شهرستان رودبار است که به تازگی به شهر رودبار متصل شده و از نظر تقسیمات کشوری دیگر روستا به‌شمار نمی‌رود. این منطقه متصل شهری در بخش مرکزی شهرستان رودبار جای دارد و مرکز دهستان کلشتر است.
بر اساس سرشماری سال ۱۳۸۵، جمعیت این روستا ۱۲۷۲ نفر (۴۰۹ خانوار) بوده‌است. مردم کلشتر به زبان گیلکی صحبت می‌کنند.
محصول اصلی آن زیتون است. به دلیل آب و هوای مدیترانه‌ای باغات زیتون توسعه خوبی داشته و زمستان و تابستان معتدلی دارد.
این روستا روزگاری دارای خان‌های بزرگی بوده که تمام اطراف و اکناف رودبار جهت رسیدگی به تمامی امور زندگی از خرید تا مسائل قضایی به آن‌ها مراجعه می‌کردند.
منطقه متصل شهری کلشتر در فاصله سه کیلومتری شهر رودبار و در کوهپایه کوهستان البرز غربی و در ارتفاع پانصد و پنجاه متری از سطح دریا و مشرف برشهر رودبار واقع شده‌است
در سال ۱۳۵۰ استاد انوشیروان روحانی مدرسه ای را باهزینه شخصی در این روستا احداث کرد.

## موقعیت روستا
شهرستان رودبار دارای چهاربخش بنام‌های خورگام، رحمت آباد و بلوکات، عمارلو و بخش مرکزی که بزرگ‌ترین بخش شهرستان رودبار می‌باشد. بخش مرکزی هم دارای سه دهستان بنام‌های رستم‌آباد شمالی، رستم‌آباد جنوبی و دهستان کلشتر که بزرگ‌ترین دهستان بخش مرکزی است. بزرگ‌ترین روستای دهستان کلشتر هم همان‌طور که از اسمش پیداست روستای کلشتر می‌باشد.

## تاریخچه
روستای کلشتر از قدمت دیرینه‌ای برخوردار است. در چند صد سال پیش اهالی قدیمی کلشتر در مکان کنونی زندگی نمی‌کردند بلکه به تدریج به این مکان رسیده‌اند. آثار تاریخی بجا مانده و صحبت‌های ریش سفیدان محل نشان از این دارد که اهالی قدیمی روستا قبل از این در قسمتی به نام (پیلا خونی) که در فاصله ۵ کیلومتری محل کنونی روستا قرار دارد زندگی می‌کردند.
قبل از این مکان نیز در محل قدیمی به نام (مرجان آباد) که ۷ کیلومتر از محل کنونی روستا فاصله دارد سکونت داشتند. آثار بجا مانده در قسمت علوچال، استلاسری، حمام بولاقی و قسمت‌های دیگر از این روستای بزرگ نشان می‌دهد که قبلاً در آن مکان‌ها هم سکونت داشته‌اند. قدمت این مکان‌ها بیش از ده قرن تخمین زده می‌شود. تحقیقات نشان می‌دهد که اهالی اولیه روستا برای نجات از سرمای بیش از حد ارتفاعات و پیدا کردن خاک حاصل خیز و آب خوب از جای قبلی خود نقل مکان می‌کردند.
کار اصلی روستاییان قدیم کشاورزی و دامداری بود و در ارتفاعات روستای کلشتر در قسمت مرجان آباد و قسمت‌های دیگر به کشت گندم و جو می‌پرداختند که علامت‌های تقسیم زمین‌ها تا امروز هم باقی مانده، به صورتی که دور زمین بایر را بوته‌ها و درختان فرا گرفته‌اند.
کار کشت گندم تا ۵۰–۴۰ سال پیش در همان زمین‌ها ادامه داشت اما به دلیل مواجه شدن این دوره با تقسیمات ارضی کشت غلات و حبوبات تقریباً منسوخ شد. بعد از این موضوع کاشت زیتون و سود بیشتر این محصول و زحمت نسبتاً کمتر از زراعت گندم برای اهالی روستا باعث شد که کشت گندم به تدریج متوقف شود و مردم به دنبال کارهای دولتی و شرکتی به شهرها مهاجرت کنند.

## تأثیر عوامل اقلیمی بر کشاورزی روستا
نوع خاک روستای کلشتر بخاطر وسعت زیاد و کوهستانی بودن منطقه بسیار متنوع و گوناگون است مثلاً در بعضی از قسمت‌ها که دارای شیب کمتری نسبت به بقیه نقاط می‌باشد خاک نرم و حاصلخیز تری وجود دارد و بر عکس هر چه شیب زمین‌ها بیشتر می‌شود ابعاد دانه‌های خاک هم بزرگتر می‌شوند و به شکل سنگ ریزه مشخص می‌شوند که این امر باعث رشد کمتر ریشه درختان می‌شود در نتیجه محصول کمتری نسبت به نقاط کم شیب به دست می‌آید. در این نوع زمین‌ها کشت دیم هم صورت نمی‌گیرد حتی در بعضی نقاط روستا که در ارتفاع بیشتری قرار دارد درخت زیتون هم محصول نمی‌دهد. البته در بیشتر زمین‌های زراعی روستا از زمین‌های کم شیب استفاده شد است.
در قسمت جنوبی روستا یک دهنه قدیمی از معدن زغال سنگ وجود دارد که تا چندی پیش از آن زغال سنگ استخراج می‌شد. در کل تنوع خاک و آب فراوان و هوای معتدل باعث شده تمام محصولات کشاورزی به خوبی به بار بنشیند. از جمله پرمحصول‌ترین آن‌ها می‌توان از زیتون، گردو، انار، انجیر، آلوچه، گیلاس، پرتقال، گندم و جو نام برد. گفتنی است که محصولات دیگر ی هم در این روستا مورد آزمایش قرار گرفته‌اند مثل برنج، سیب زمینی، هلو، خربزه، و دیگر محصولات که تماماً به بار نشستند. البته این محصولات هیچ وقت به عنوان کشت دائم مورد استفاده قرار نگرفته‌اند.
مساحت عمده قسمت مسکونی و کشاورزی روستا پوشیده از درخت زیتون است. در قسمت‌های با شیب بیشتر درختان کاج روییده‌اند در ارتفاعات هم پوشش گیاهی به صورت مرتع و جنگل انبوه می‌باشد.

## مناظر دیدنی

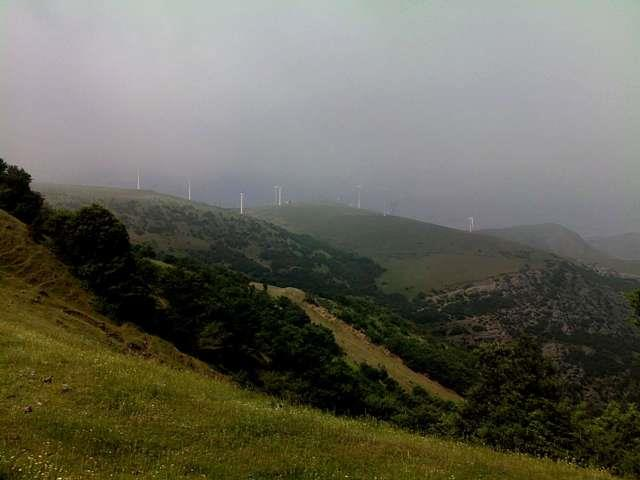
طبیعت روستا

روستای کلشتر از نظر مناظر دیدنی به خاطر موقعیت کوهستانی و وجود درختان همیشه سبز مثل زیتون و کاج در چهار فصل سال زیبا و دیدنی است. در بهار و تابستان این زیبایی چندین برابر می‌شود. درون بافت مسکونی روستا تعداد زیادی چشمه و نهر آب وجود دارد.
آبشار زیبایی که بیش از بیست متر ارتفاع دارد یکی دیگر از مکانهای دیدنی روستا به‌شمار می‌رود. روستای کلشتر به دلیل شرایط خاص، مساحت عمده جنگلهای منطقه را به خود اختصاص داده‌است. جنگلهای پر درخت و بکر در ارتفاع ۱۰۰۰ متری از سطح دریا و کوه آسمانسرا با دشتی زیبا با علفهای بلند و سبز در ارتفاع ۱۹۰۰ متری از سطح دریا یکی دیگر از نقاط دیدنی روستای کلشتر می‌باشد.

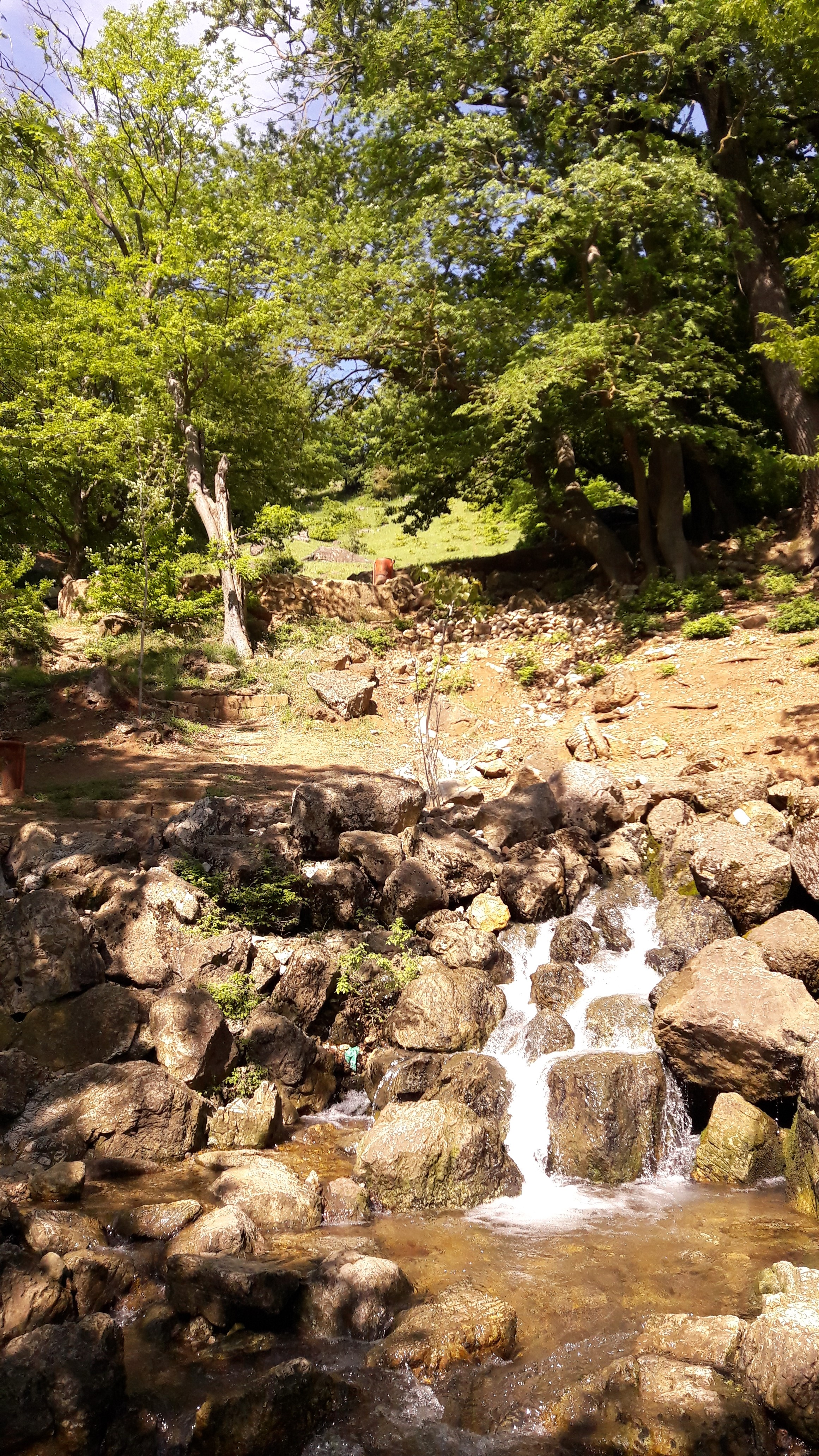
چشمه بار

یکی از ویژگی‌های مهم روستای کلشتر وجود تعداد زیاد چشمه‌های پرآب، با آب بسیار سرد و گوارا می‌باشد که این روستا را از روستاهای دیگر متمایز می‌کند. آب شرب و کشاورزی روستا تماماً از این چشمه‌ها تأمین می‌شود و آب مازاد بر مصرف برای آبیاری زمین‌های کشاورزی روستاهای اطراف جاری می‌شود. 

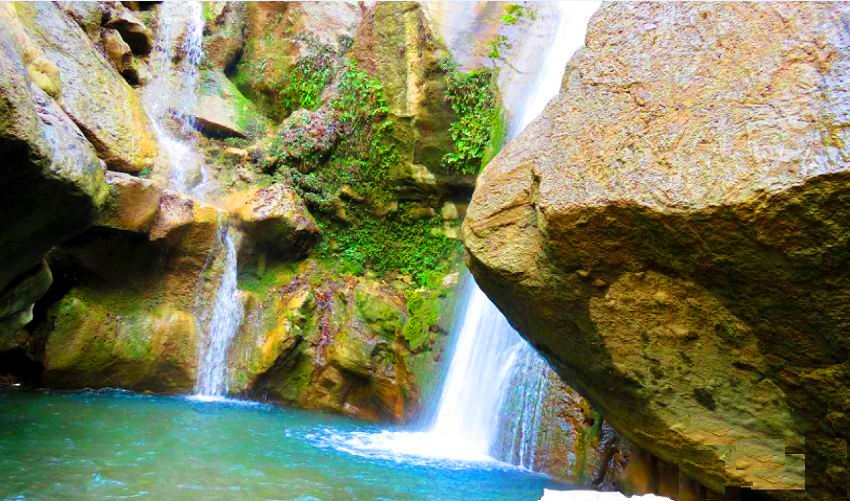
آبشار جیروَزِن

چشمه بار (چیمه وار) از بزرگ‌ترین و زیباترین چشمه‌های آب موجود در کشور است. از ویژگی‌های این چشمه می‌توان به سرمای خیلی زیاد آب حتی در تابستان اشاره کرد. مهم‌تر از سرمای زیاد آب موضوعی است که اخیراً بیشتر به آن پرداخته می‌شود و آن سبک بودن آب از لحاظ وجود املاح می‌باشد که طبق آزمایش‌های انجام شده نتیجه گرفته شده که آب این چشمه حتی از آب معدنی دماوند هم سبک‌تر است.
آبشار کلشتر به طول تقریبی ۲۰ متر، سرچشمه کلشتر، امامزاده شاهزاده ابوطالب، درختان هزارساله زربین با بیش از ۲۰ متر ارتفاع، جنگلهای بلوط و راش و خانه‌های پلکانی از جاذبه‌های روستای کلشتر است.

## اماکن

### مذهبی
روستای کلشتر دارای سه مسجد است که یکی در محله سراب و دیگری در محله کلشتر و مسجد نوسازی در محله پسکلا قرار دارد. در این روستا دو امامزاده دارای بقعه مدفون هستند که همه روزه مردم برای زیارت به این مکان‌ها می‌روند. ضمناً درختی در محله سراب وجود دارد که ساکنین این محله اعتقاد دارند که در زیر آن امامزاده‌ای مدفون است. یک حسینیه هم در کنار مزار قربانیان زلزله به خاطر تخریب ساختمان مسجد ساخته شده‌است.

### ورزشی
روستای کلشتر دارای یک سوله ورزشی برای فوتسال می‌باشد و یک زمین روباز و محصور برای ورزش کردن وجود دارد. در زمینه ورزش، این روستا دارای استعدادهای فراوان و جوانان فعال می‌باشد اما بعد از زلزله به این مورد کمتر رسیدگی شده و کمبود فضای ورزشی کاملاً محسوس می‌باشد.

### فرهنگی
روستای کلشتر دارای یک کتابخانه عمومی بزرگ می‌باشد. این روستا یک دبستان دولتی و یک مدرسه راهنمایی دارد. یک مرکز آموزش و اشتغال نیز توسط سازمان فنی و حرفه‌ای در سال ۱۳۷۶ مورد بهره‌برداری قرار گرفت و تاکنون تعداد زیادی از هنر جویان در این مرکز آموزش دیده مدرک دریافت کرده‌اند. دو پایگاه نیروی مقاومت بسیج نیز از اماکن فرهنگی این روستا به‌شمار می‌آیند.